# Abdullaziz Al-Dosari
Abdullaziz Al-Dosari (in arabo عبد العزيز الدوسري‎?; Ha'il, 10 ottobre 1988) è un calciatore saudita, centrocampista svincolato.
Nel 2012 è stato scelto per affiancare Lionel Messi e Joe Hart sulla copertina di FIFA 13 nel Medio Oriente.